# Compàs d'amalgama
En un compàs d'amalgama se sumen dos o més compassos diferents. Aquest recurs va ésser molt habitual en la música acadèmica contemporània des de la cèlebre Consagració de la Primavera d'Ígor Stravinski, la qual és una gegantesca amalgama de mètriques, inusuals fins a aquell moment.

## Música popular
En la música popular les amalgames són molt menys freqüents, tot i que també se'n coneixen exemples. Bones mostres en són All you need is love o Happiness is a warm gun de Els Beatles, Times Like These de Foo Fighters, o Solsbury Hill de Peter Gabriel, on s'usa l'amalgama 4/4 + 3/4, en aquesta última en tota la cançó. Una altra possibilitat és posar primer el compàs de 3: 3/4 + 4/4, d'aquesta forma es genera una diferència en el lloc on se sustenten els temps forts.
Un altre compàs d'amalgama molt comú és el 2/4 + 3/4, o 3/4 + 2/4, que s'usa en el música folklòrica d'Europa Oriental (també Peter Gabriel té algunes cançons en aquest compàs de 5/4).

## Execució musical
La suma de 3/4 i 4/4 dona un compàs de 7/4, però els musicòlegs prefereixen parlar de compassos d'amalgama i no directament de compàs de 7/4, ja que al músic executant se li fa més fàcil tenir present on «cauen» els temps forts (1-2-3-1-2-3-4, 1-2-3-1-2-3-4, cosa que no es pot dilucidar amb el mer nombre de 7.